# Charte de la langue française
Pour les articles homonymes, voir 101 (homonymie).
Lire en ligne

Publications du Québec : version consolidée officielle ;
Institut canadien d'information juridique : version permettant de voir l'évolution du texte (depuis 2002).

Loi sur la langue officielle, dite « loi 22 » (1974)
La Charte de la langue française (communément appelée la loi 101) est une loi québécoise qui fait du français, langue maternelle de la majorité de la population de la province, l'unique langue officielle du Québec.
Proposée par le ministre du Développement culturel Camille Laurin, la loi est adoptée à l'Assemblée nationale le 26 août 1977 sous le mandat du premier gouvernement du Parti québécois dirigé par René Lévesque. La loi abroge et remplace la Loi sur la langue officielle (la loi 22), adoptée sous le mandat du gouvernement de Robert Bourassa en juillet 1974. L'adoption de la Charte tranche un débat opposant au Québec les partisans du libre choix entre le français et l'anglais à ceux de l'unilinguisme français, en faisant essentiellement du français la langue habituelle de l'enseignement, du commerce, du travail et de l'administration publique.
Plusieurs fois contestée devant les tribunaux, la Charte de la langue française a depuis son adoption subi de nombreuses modifications ayant trait notamment à l'affichage commercial et à l'admission à l'école anglaise.

## Contexte

### Le «Bill 63»
La fin des années 1960 au Québec est marquée par la « crise de Saint-Léonard », où Canadiens français et immigrants italiens s'affrontent sur la langue devant être utilisée dans les écoles du quartier, les premiers exigeant que ce soit le français, les seconds que ce soit l'anglais. Le gouvernement de l'Union nationale dirigé par Jean-Jacques Bertrand tente de résoudre la crise en adoptant la Loi pour promouvoir la langue française au Québec (communément appelée « Bill 63 »), qui reconnaît officiellement le libre choix en matière de langue d'enseignement. Alors que la loi 63 avait officiellement pour objectif de favoriser l'utilisation de la langue française, elle a pour principale conséquence de permettre à la vaste majorité des enfants allophones de fréquenter l'école anglaise. L'Union nationale perd les élections en 1970 au profit du Parti libéral.

### La Loi sur la langue officielle
Le gouvernement libéral réplique en 1974 en adoptant la loi 22. Bien que cette loi fasse du français la seule langue officielle du Québec, l'emploi de l'anglais est de facto permis dans tous les domaines couverts par cette loi, ce qui choque les partisans de l'unilinguisme. En outre, la loi prévoit que tout enfant doit être soumis à un test linguistique permettant de démontrer qu'il maîtrise la langue anglaise avant de pouvoir être admis à une école anglaise, ce qui scandalise les partisans du libre choix en matière de langue d'enseignement. Le Parti libéral perd les élections de 1976 deux ans plus tard au profit du Parti québécois, qui promet de réformer la loi 22.

## Élaboration de la loi
En mars 1977, le ministre du Développement culturel Camille Laurin présente l'énoncé de politique (le « Livre blanc ») du gouvernement portant sur les mesures linguistiques. Le 27 avril 1977, le ministre présente le projet de loi 1 intitulé Charte de la langue française. Les travaux de la commission parlementaire s'étendent du 19 juillet au 26 août. La loi est finalement adoptée le 26 août 1977.
Pour expliquer sa loi, le Parti québécois (PQ) souligne les défis que pose au français l'influence importante de l'anglais dans la province en général et à Montréal en particulier. Il insiste généralement sur la nécessité de faire du français la langue commune pour sauvegarder la singularité de la culture québécoise et écarter l'assimilation. Cette campagne de persuasion touche la plupart des journaux francophones qui adhèrent au discours du Parti québécois. Cependant, le journal Le Devoir s’oppose au projet de loi proposé par le PQ, car il estime que les droits des anglophones sont opprimés et que les règles sur l’affichage vont à l’encontre de la liberté d’expression. La loi est adoptée par le gouvernement de René Lévesque le 26 août 1977, avec l’appui de 80,6 % des francophones. Toutefois, cette loi ne fait pas l’unanimité chez les gens d’affaires et politiques, notamment le premier ministre du Canada de l’époque, Pierre Elliott Trudeau, qui a affirmé que le PQ cherchait « l'établissement d'une société ethnique, monolithique et dominée par une seule langue ».
Une grande partie des anglophones refusent cette loi, qui, faisant du français la langue de référence dans la province, fait perdre à l'anglais son statut de langue parfois dominante dans certains quartiers et tente de modifier par la législation l'équilibre linguistique, notamment à Montréal. C’est pourquoi environ 83 000 anglophones quittent le Québec pendant le mandat du Parti québécois. Ceux-ci quittent la province de Québec par peur et frustration, entre autres parce que les journalistes anglophones québécois utilisent un discours de peur et de panique face à la loi 101. Par exemple, le journaliste Graham Fraser compare la situation du moment au temps de la guerre dans la mesure où il y a une propagande en faveur de la loi 101 pour convaincre les gens du bienfait de la loi. De plus, certains journalistes anglophones vont jusqu'à traiter René Lévesque de fanatique.

## Contenu
Le titre I de la loi, qui contient neuf chapitres, déclare le français langue officielle de la législation, de la justice, de l'administration, des organismes parapublics, du travail, du commerce et des affaires et de l'enseignement. 
Le chapitre II définit cinq droits linguistiques fondamentaux des Québécois :
1. Le droit de chaque personne que toutes les branches du gouvernement, les ordres professionnels, les associations d'employés et les entreprises établis au Québec communiquent avec elle en français ;
2. Le droit de chaque personne de parler français dans les assemblées délibérantes ;
3. Le droit des travailleurs d'exercer leurs activités en français ;
4. Le droit des consommateurs d'être informés et servis en français ;
5. Le droit des personnes admissibles à l'enseignement au Québec de recevoir leur enseignement en français.

Le titre II traite de l'officialisation linguistique, de la toponymie et de la francisation de l'administration civile et des entreprises.
Le titre III établit l'Office québécois de la langue française, définit sa mission, ses pouvoirs et son organisation.
Le titre IV établit le Conseil supérieur de la langue française.
Les titres V et VI définissent les dispositions et les sanctions pénales de même que diverses dispositions transitoires.

### Dispositions

#### Langue de la législation et de la justice
La Charte de la langue française exige que les projets de loi et les règlements relevant de l'Assemblée nationale, des tribunaux et du système judiciaire québécois soient imprimés, adoptés et sanctionnés en français et en anglais. Les versions françaises et anglaises sont considérées comme ayant la même valeur juridique. À titre d'exemple, les règlements de l’État sont obligatoirement bilingues. Ceux des municipalités ou des centres de services scolaires ne le sont pas nécessairement. 
La Charte protège également le droit des personnes à s'exprimer en français ou en anglais, à l'oral ou à l'écrit, dans un contexte judiciaire. 

#### Langue de l’administration
Sur la langue de l'administration, la Charte de la langue française exige que le gouvernement, les ministères et les autres organismes de l’administration publique soient désignés par leur dénomination française, et que leurs publications, communications, contrats et affichages soient également en français. De plus, la loi exige que les employés de l'administration possèdent une connaissance appropriée du français.

#### Langue des organismes parapublics
Les entreprises d’utilité publique, les ordres professionnels et les membres des ordres professionnels doivent offrir leurs services et leurs textes destinés au public en français. Ces membres doivent aussi fournir gratuitement à leurs clients une traduction en français des textes les concernant. Leurs communications avec l’État, les personnes morales et leurs membres, se font aussi en français, sauf exception. Enfin, une personne voulant faire partie d’un ordre professionnel doit avoir une connaissance appropriée du français. 

#### Langue du travail
La Charte fait du français la langue normale et habituelle du travail. Par conséquent, un employeur et un syndicat sont tenus de communiquer en français avec l’ensemble des employés et de rédiger leurs conventions collectives en français. Un employeur doit aussi rédiger et publier ses offres d’emploi ou de promotion en français. En cas de sentence arbitrale, un employeur doit aussi offrir une traduction française ou anglaise. La loi interdit à un employeur de pénaliser un employé parce qu’il ne connaît pas suffisamment une langue autre que le français, ou d’exiger cette connaissance pour avoir accès à un emploi ou un poste (sauf si l'exigence de cette autre langue est nécessaire). 

#### Langue du commerce et des affaires
L’usage du français est obligatoire pour les contenants de produits, les emballages, les documents et les inscriptions accompagnant ces produits. Il est aussi obligatoire pour : les catalogues, les brochures, les dépliants, les annuaires commerciaux, les logiciels, les jeux, les jouets, les contrats d’adhésion, les contrats et leurs documents rattachés, les formulaires de demande d’emploi, les bons de commande, les factures, les reçus, les quittances, l’affichage public, la publicité commerciale et les noms d’entreprise.     

#### Langue de l’enseignement maternel, primaire et secondaire
La Charte de la langue française fait du français la langue de l’enseignement maternel, primaire et secondaire. Cependant, elle permet l'accès à l'école anglaise aux enfants dont au moins un des parents est citoyen canadien, et qui a reçu la majeure partie de son enseignement primaire ou secondaire en anglais au Canada. Cette permission découle de la « clause Canada ».
Également, la Charte oblige les cégeps et les universités à se doter d’une politique sur l'usage et la qualité de la langue française. 

#### Dispositions diverses
Parmi ses autres dispositions, la Charte permet de continuer à utiliser à la fois le français et une autre langue dans les cas où une certaine loi n’exige pas l’usage exclusif du français. Ceci touche à la rédaction de textes ou de documents dans lesquels le français peut apparaître aux côtés d'une ou de plusieurs autres langues. Toutefois, la Charte exige que le français y figure d’une façon au moins aussi évidente que les autres langues.

#### Officialisation linguistique
La Charte permet aux ministères et aux organismes de l’administration publique de créer des comités pour relever les lacunes dans la terminologie employée, ainsi que les termes et les expressions pouvant causer des difficultés. Ces comités peuvent faire des suggestions de termes et d'expressions à privilégier. Les termes et expressions suggérées doivent ensuite être recommandés ou normalisés par l’Office québécois de la langue française. Lorsque l'Office recommande ou normalise ces termes, ils deviennent alors obligatoires pour l'administration publique.

#### Toponymie
La Charte définit les compétences de la Commission de la toponymie. Celle-ci est responsable de fixer les normes en matière de nomination de lieux. Elle doit aussi faire l'inventaire et s'assurer de la conservation des noms de lieux, établir et normaliser la terminologie géographique, officialiser les noms de lieux, diffuser la nomenclature géographique officielle et donner des avis en ces matières. Lorsqu'un nom est approuvé par cette Commission, il devient ensuite obligatoire pour l’administration publique.

#### Francisation de l’administration et des entreprises
La Charte permet aux organismes de l’administration publique de se doter d'un programme de francisation et de tenir des rapports sur leur situation linguistique. Elle favorise aussi la francisation par la création de comités de francisation (pour les entreprises en permettant aux entreprises de 100 employés ou plus), et par la description du processus à suivre pour obtenir un certificat de francisation (pour les entreprises de 50 employés ou plus). 
La francisation d'une entreprise doit se traduire de manière concrète par la généralisation de l’usage du français à tous les niveaux (connaissance du français par les employés, les professionnels et les dirigeants; utilisation du français au travail et dans les documents de travail, les communications internes et externes, la terminologie, l’affichage public, la publicité commerciale, la gestion des ressources humaines et les technologies de l’information).

#### Office québécois de la langue française
La Charte définit la mission de l’Office québécois de la langue française, ainsi que ses pouvoirs et sa composition. Sa mission est de définir et de conduire la politique linguistique (officialisation, terminologie, francisation et respect de la loi). Dirigé par huit membres (avec un comité d’officialisation linguistique et un comité de suivi de la situation linguistique), l'Office possède également des pouvoirs d’inspection et d’enquête. 

#### Conseil supérieur de la langue française
La Charte définit le rôle et la composition du Conseil supérieur de la langue française, chargé de conseiller le ministre responsable de la langue française. 

#### Dispositions pénales et autres sanctions
Enfin, les articles 205 à 208.5 de la Charte décrivent les sanctions en cas d’infraction à la Charte de la langue française, de 600 $ à 6 000 $ pour une personne physique, ou de 1 500 $ à 20 000 $ pour une personne morale (et le double en cas de récidive).

## Objectifs
La Charte dispose que l'Assemblée nationale est « résolue à faire du français la langue de l'État et de la Loi aussi bien que la langue normale et habituelle du travail, de l'enseignement, des communications, du commerce et des affaires. »
Le préambule dispose aussi que l'Assemblée nationale entend poursuivre cet objectif « dans un esprit de justice et d'ouverture, dans le respect des institutions de la communauté québécoise d'expression anglaise et celui des minorités ethniques, dont elle reconnaît l'apport précieux au développement du Québec. »
Finalement, le préambule dispose que l'Assemblée nationale « reconnaît aux Amérindiens et aux Inuits du Québec, descendants des premiers habitants du pays, le droit qu'ils ont de maintenir et de développer leur langue et culture d'origine. »

## Minorités anglophones et autochtones

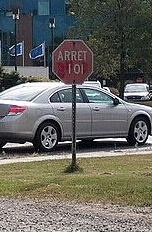
L'affichage bilingue dérange certains Québécois francophones, comme en témoigne le vandalisme sur ce panneau bilingue ARRÊT-STOP, à Québec.

Au moment de l'élaboration de la Charte, le législateur québécois devait tenir compte de garanties constitutionnelles et des droits historiques déjà reconnus à la minorité anglophone de même qu'aux peuples autochtones. Conformément à cet encadrement constitutionnel, la Charte inclut plusieurs garanties quant à l'utilisation de langues autres que le français par les Québécois. Par exemple, la loi dispose que :
1. les lois sont publiées en version anglaise en plus de la version française, les deux textes étant reconnus officiels;
2. les personnes peuvent s'adresser aux tribunaux en anglais;
3. les jugements rendus par les tribunaux sont disponibles dans la langue officielle ou en anglais sur demande d'une des parties;
4. la Charte de la langue française ne s'applique pas aux réserves autochtones, mais s’applique à la langue autochtone locale hors réserve. Par exemple, une entreprise à Gatineau contreviendrait à la Charte si elle s'affichait en algonquin comme langue prédominante ou même égale au français.

## Dispositions invalidées par la Cour suprême et réaménagements subséquents
Diverses dispositions de la Charte ont été invalidées par la Cour suprême du Canada au fil des années, obligeant chaque fois le gouvernement du Québec à adopter une nouvelle loi édulcorée.

### Langue d'affichage
En 1984, la Cour supérieure du Québec invalide les dispositions de la Charte qui obligent l'affichage unilingue français dans les commerces. Ce jugement sera confirmé en 1988 par la Cour suprême du Canada. Le gouvernement de Robert Bourassa se voit donc obligé de déposer en urgence le projet de loi 178, modifiant la Charte de la langue française. Ce projet de loi utilise la disposition de dérogation (souvent appelée abusivement « clause nonobstant ») de la Charte canadienne des droits et libertés afin de confirmer l'obligation d'affichage unilingue français à l'extérieur, mais permet un affichage dans plusieurs langues à l'intérieur, si le français prédomine. Ce projet de loi laissera insatisfaits autant les nationalistes québécois qui y voient un recul, que les anglophones et allophones du Québec qui constatent que le gouvernement réussit à déroger à la décision de la Cour suprême. Trois ministres du gouvernement démissionneront quelques jours plus tard.
Dans l'affaire Ballantyne c. Canada devant le Comité des droits de l'homme, des commerçants anglo-québécois ont obtenu un jugement de droit international qui affirme que la Charte de la langue française contrevient à l'article 19 du Pacte international relatif aux droits civils et politiques relatifs à la liberté d'expression, mais qu'elle est cependant conforme aux articles 26 (égalité devant la loi) et 27 (droits culturels des minorités).
En 1993, la Loi 86 vient mettre un terme à l'imposition du seul usage de la langue française dans l'affichage commercial. Depuis, l'affichage bilingue est autorisé pour autant « que le français y figure de façon nettement prédominante ».

### Langue d'enseignement
Le texte d'origine de la Loi 101 prévoyait que l'enseignement en langue anglaise ne serait accessible qu'aux élèves dont les parents avaient eux-mêmes reçu leur instruction primaire en anglais au Québec. Cette restriction s'appliquait aux réseaux d'enseignement publics et privés subventionnés, et ce, pour le préscolaire, le primaire et le secondaire. Cette « clause Québec » était alors conforme à la Constitution du Canada, l'éducation étant une compétence exclusive des provinces. Selon Camille Laurin, des études statistiques avaient démontré qu'à l'époque le Québec recevait plus de migrants de la part du reste du Canada que des pays étrangers, ce qui fragilisait l'état du français particulièrement à Hull et à Montréal.
L'adoption de la Loi constitutionnelle de 1982 a rendu inconstitutionnel l'article 73 de la Charte de la langue française, l'article 23 de la nouvelle Charte canadienne des droits et libertés reconnaissant à tout Canadien le droit à l'instruction dans la langue de la minorité linguistique. En conséquence, en 1984, la Cour suprême du Canada invalida l'article 73 de la Loi 101. Dès lors, dès qu'un enfant, ou un parent de cet enfant, avait fréquenté une école anglaise n'importe où au Canada, l'enfant pouvait aller à l'école anglaise au Québec aussi. Ce principe a été inscrit dans la Charte de la langue française par la Loi 86 de 1993 qui a établi le droit à l'instruction en anglais dans les écoles publiques et privées subventionnées pour les citoyens canadiens (et leurs frères, sœurs, et enfants) qui ont reçu «la majeure partie» de leur éducation en anglais au Canada.

#### Cas des écoles passerelles
Une école-passerelle est une école à laquelle un parent peut inscrire son enfant en première année et puis l'année suivante on pourra dire que l'enfant a reçu la «majeure partie» de leur éducation (remplissant les conditions établies par la loi 86 de 1993) pour ne pas être soumis aux obligations de la loi 101 en matière de langue d'enseignement.
Selon la loi 101, on ne peut inscrire à une école anglaise qu'un enfant qui a précédemment été inscrit à une école anglaise (au Québec à l'origine, ou ailleurs au Canada depuis 1984), dont les parents ont fréquenté l'école anglaise, ou dont un frère ou une sœur a fréquenté une école anglaise. Cependant, les écoles privées non subventionnées par l'État ne sont pas assujetties à ce régime. Par conséquent, il suffit à un parent dont l'enfant ne répond à aucun critère d'inscrire l'enfant à une telle école pendant un an (généralement en première année du primaire) pour que cet enfant ait ensuite le droit de fréquenter l'école publique anglaise à partir de la deuxième année et jusqu'à la fin de ses études. Ce droit échoira d'office à ses frères et sœurs et à ses enfants le cas échéant.
Ces écoles peuvent ainsi avoir jusqu'à cinq ou six classes de première année, mais une seule de deuxième année, puisque les parents envoient leurs enfants à l'école publique (donc gratuite) une fois la première année faite. Ce procédé est utilisé principalement par des immigrants qui souhaitent instruire leurs enfants en anglais, mais environ 20 % de la clientèle vient de parents francophones. L'inscription à ces écoles peut coûter entre 10 000 $ et 15 000 $ par année.
En 2002, le gouvernement péquiste de Bernard Landry a fait adopter la  Loi modifiant la Charte de la langue française (Loi 104) pour éliminer cette échappatoire, qui n'avait pas été prévue par les concepteurs de la loi. La Cour suprême du Canada a cependant invalidé cette loi en 2009, ce qui a amené le gouvernement libéral de Jean Charest à faire adopter la Loi 115, qui cherchait à respecter le jugement de la Cour suprême, en 2010.

### Langue de la législation et de la justice
La version originale de la Charte de la langue française prévoyait que les projets de loi déposés à l'Assemblée nationale devaient être rédigés en français et que le français était la langue utilisée lors d'un procès, à moins que les parties en litige ne demandent toutes les deux que le procès se déroule en anglais. Ces dispositions furent aussitôt contestées devant les tribunaux. Selon Camille Laurin, le conseil des ministres savait pertinemment, avant même que le projet de Charte ne soit déposé au Parlement, que les articles imposant l'unilinguisme au sein de la législation et de la justice étaient contraires à l'article 133 de l'Acte de l'Amérique du Nord britannique, mais il entendait les maintenir pour protester contre l'injustice que constitue le fait que le Québec soit la seule province devant subir ce bilinguisme institutionnel en vertu de la Constitution, alors que les provinces anglophones en sont exemptées.
En 1981, la Cour suprême invalida les articles 7, 8 et 11 de la Charte. En 1993, la Loi 86 modifie la Charte. Depuis, les lois et règlements du Québec sont adoptées en français et en anglais et imprimées en deux versions séparées. En outre, les langues française et anglaise peuvent être toutes les deux utilisées au cours d'un procès. Il appartient à l'administration publique de fournir sur demande des traductions, en français ou en anglais selon le cas, des jugements rendus par un tribunal québécois.

### Bilan
La réglementation de l'affichage publicitaire détourne parfois l'attention du public des autres parties tout aussi importantes de la loi, notamment celles qui régissent la langue de l'enseignement. Ces dernières dispositions ont eu un grand impact social en faisant en sorte que la très grande majorité des immigrants soit forcée aujourd'hui d'être scolarisée en français.

## Projet de loi 14
Le 5 décembre 2012, le gouvernement Pauline Marois dépose à l'Assemblée nationale un projet de loi visant à renforcer l’usage du français dans l’espace public et à assurer une intégration réussie, en français, des personnes immigrantes. Ce projet de loi est communément appelé le projet de loi 14.
Afin de ranimer la loi 101, le projet de loi 14 de 2013 présente des mesures coercitives. D’abord, le gouvernement Marois souhaite la francisation des entreprises comptant entre 26 et 49 employés, plutôt que 50 et plus. Ensuite, il veut réévaluer les municipalités bilingues et enlever le statut à celles qui ne posséderont plus la moitié de leurs habitants anglophones. Alors que la loi 101 accorde aux militaires le droit d’envoyer leurs enfants à l’école anglophone, le projet de loi 14 veut supprimer ce droit et les militaires devraient envoyer leurs enfants dans des écoles francophones. De plus, le domaine de l’éducation est également touché : par exemple, les Cégeps (collèges d’enseignement général et professionnel) anglophones devront prioriser les étudiants de langue anglaise. Puis, toute l’administration devra également franciser l’entièreté de ses institutions pour que le français soit « la langue normale et habituelle de leurs communications ». Cela s’applique aussi au système de santé qui devra rédiger tous ses dossiers en français.
Le projet de loi 14 vise à modifier la Charte de la langue française et la Coalition Avenir Québec (CAQ) accepte qu'il soit discuté en commission parlementaire, mais tient à la modification de certains points. Le chef de la CAQ, François Legault, annonce que son parti votera en faveur du projet de loi 14 sur la protection de la langue française.
En réponse à la CAQ qui a le sort du projet de loi entre les mains, la ministre responsable de la Charte de la langue française, Diane De Courcy, annonce des assouplissements majeurs concernant les militaires et les municipalités.
Le gouvernement Marois doit composer avec une forte opposition du Parti Libéral et de la Coalition Avenir Québec. Respectivement, ces partis redoutent la lourdeur des nouvelles réglementations que veut imposer le gouvernement ainsi que le recul des investisseurs pour trouver le Québec attrayant. Ainsi, l’opposition se dit défavorable aux mesures coercitives proposées par le projet de loi. Face à la difficulté de rassembler une majorité des parlementaires en faveur de son adoption, le gouvernement péquiste décide d'abandonner le projet de loi.

## Projet de loi 96
Le 13 mai 2021, le ministre responsable de la Langue française, Simon Jolin-Barrette, présente le projet de loi 96 intitulé « Loi sur la langue officielle et commune du Québec, le français », qui modifie la Charte de la langue française et plusieurs autres lois en vigueur.
La Loi sur la langue officielle et commune du Québec, le français, a été adoptée le 1er juin 2022. Elle modifié la Charte de la langue française. À la suite de ces modifications, le français a été consacré en tant que seule langue officielle et commune du Québec. Son statut a été renforcé dans toutes les sphères de la société.

## Impact à l'étranger
La Charte de la langue française a eu un impact dans plusieurs États étrangers, généralement quand un législateur souhaite protéger une langue ou une communauté linguistique majoritaire qu'il estime menacée à l'échelle d'une province ou d'un État en raison d'un contexte géopolitique ou historique défavorable.

### Pays baltes
Dans les pays baltes notamment (Estonie, Lettonie et Lituanie), le législateur est intervenu pour protéger la langue majoritaire face à l'influence russe en s'inspirant de la loi québécoise.
Jonas Žilinskas, un chargé de cours à l'université de Šiauliai en Lituanie, a décrit l'état de la langue lituanienne après l'influence russe sur le pays comme un faux bilinguisme où seuls les Lituaniens étaient bilingues alors que les Russes ne faisaient pas l'effort d'apprendre le lituanien. Si la langue lituanienne écrite était plus ou moins protégée par les écrivains à travers les journaux et publications, le langage parlé était dégradé. Souvent, dans les institutions, c'était seulement une langue orale, les correspondances et documents techniques utilisant la langue russe.
Ce bilinguisme à deux directions mena au mouvement Sąjūdis où le peuple de la Lituanie déclara sa langue comme la seule langue officielle et commencèrent à travailler sur des lois linguistiques calquées sur l'expérience québécoise.
Mart Rannut, vice-doyen de la recherche au département de philologie à l'université de Tallinn, en Estonie, note l'influence de l'expertise du Québec dans le champ linguistique des droits humains et de la planification de la langue, qui a aidé les pays devenus indépendants de l'Union soviétique, et conclut que « La loi 101 toucha 1/6e de la planète ».
Ina Druviete, à l'époque doyenne du département de sociolinguistique à l'Institut linguistique de Lettonie, note des similarités entre les politiques linguistiques dans les trois pays baltes et celles du Québec. Toutes ces politiques ont pour but de « prévenir un changement de langue et modifier la hiérarchie des langages dans la vie publique. Les principaux secteurs d'intervention sont la langue utilisée dans les agences gouvernementales et les administrations, les réunions et les bureaux en particulier, les noms corporatifs, l'information et l'éducation. Le principe de droits linguistiques territoriaux est institué ».

### Catalogne
En Catalogne, la loi 101 aurait eu un impact important dans le débat sociopolitique sur la protection de la langue catalane face à l'influence du castillan en Espagne. Une loi catalane inspirée par la loi 101 a rendu le catalan obligatoire dans la fonction publique.

### Chine
La Chine se serait inspirée de la loi 101 lors de la rédaction de la « Décision sur la mise en place de l’évaluation des niveaux de maîtrise de la langue commune », qui vise à promouvoir le mandarin standard.

### Israël
En Israël, alors que « la pénétration de l'anglais dans l'organisation sociolinguistique du pays » est perçue, d'après Bernard Spolsky, professeur émérite d'anglais à l'université Bar-Ilan, comme une menace pour l'hébreu, la politique linguistique n'a jusqu'à maintenant influencé que les linguistes et quelques politiciens. Il écrit :

« De temps en temps, des politiciens israélites présentent des projets de loi pour faire de l'hébreu la seule langue officielle du pays. Présentement, l'hébreu partage ce titre avec l'arabe seulement, parce qu'une mesure fut prise très tôt après la fondation de l'État, en 1948 pour modifier la politique britannique qui imposait aussi l'anglais. Le dernier essai pour donner une protection légale à l'hébreu remonte à décembre 2000 : deux propositions de lois furent alors rejetées. »

### Pays de Galles
Au pays de Galles, la politique linguistique du Québec a eu une grande influence, mais elle n'a pas pu être implémentée comme dans les pays baltes parce que les locuteurs gallois ne forment pas une majorité dans cette nation membre du Royaume-Uni. D'après Colin H. Williams, professeur et chercheur au Département gallois à l'université de Cardiff, plusieurs leçons sont à tirer de l'expérience du Québec :
- L'obtention de données statistiques détaillées pour clarifier le débat public
- Les lois linguistiques (statut de langue officielle, droit de parler le gallois en cours, le Bwrdd yr Iaith Gymraeg qui administre cette loi)
- L'iconographie du paysage linguistique
- Le progrès dans l'enseignement du gallois[46]

### Porto Rico
La loi 101 aurait influencé le débat sociopolitique sur la langue espagnole à Porto Rico. Une loi fut adoptée en 1991 afin de donner à l'espagnol le statut de langue officielle unique. Cette loi, qui était inspirée par la Charte de la langue française, a été abrogée en 1993.